# María Teresa Ferrari

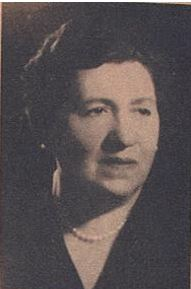
María Teresa Ferrari.

María Teresa Ferrari (11 tháng 10 năm 1887 - 30 tháng 10 năm 1956) là một nhà giáo dục, bác sĩ y khoa và nhà hoạt động vì quyền phụ nữ người Argentina. Bà là giáo sư đại học nữ đầu tiên ở Mỹ Latinh và một trong những phụ nữ đầu tiên được phép dạy y học. Bà là một nhà nghiên cứu tiên phong về sức khỏe phụ nữ, nghiên cứu việc sử dụng liệu pháp xạ trị thay vì phẫu thuật cho các khối u tử cung và phát triển một chiếc kính viễn vọng mà cách mạng hóa chăm sóc sức khỏe phụ nữ ở Brazil. Bà đã thành lập các dịch vụ phụ sản và phụ sản đầu tiên tại Bệnh viện Militar Central của Buenos Aires năm 1925, cung cấp các dịch vụ chữa bệnh sản khoa và trẻ sơ sinh đầu tiên trong nước này.
Sinh ra trong một gia đình giàu có, những người có tổ tiên đã tham gia vào việc giành độc lập của Argentina từ Tây Ban Nha, bà không được dự kiến sẽ làm việc ngoài xã hội. Tuy nhiên, Ferrari không chỉ chọn để có một sự nghiệp, bà khăng khăng tham gia vào nghề y tế mà nam giới đang thống trị. Lần đầu tiên bà nhận được bằng tốt nghiệp giảng dạy và trở thành giáo viên, sau đó tốt nghiệp y khoa vào năm 1911. Sau khi hoàn thành cư trú, bà nộp đơn để dạy ở cấp đại học, nhưng thay vào đó được cung cấp một bài giảng dạy tại Trường nữ hộ sinh. Bị xúc phạm, bà đã chiến đấu trong 13 năm chống lại những định kiến ngăn cản bà tiến bộ trong sự nghiệp của mình. Năm 1927, Ferrari giành chiến thắng và được cấp một chức giáo sư thay thế. Cuối cùng vào năm 1939, bà được trao một chức giáo sư đầy đủ.
Ferrari đã tiến hành nghiên cứu y khoa bổ sung ở châu Âu và Hoa Kỳ, học các kỹ thuật tiên phong mà bà mang về Argentina. Bà nghiên cứu bộ môn đường tiết niệu tại Khoa Y khoa Paris, kiếm bằng tốt nghiệp đầu tiên cho phụ nữ. Bà thiết kế một chiếc kính quan sát âm đạo, nghiên cứu xạ trị tại Viện Curie, và thực hiện một phần mổ lấy thai tại Đại học Columbia. Bà chịu trách nhiệm đưa những đổi mới y học này trở lại Argentina và thực hiện chúng tại đơn vị phụ sản và sản khoa mà bà đã thiết lập tại Bệnh viện Quân y. Là một người bảo vệ nữ quyền hăng hái, bà thành lập Liên đoàn Phụ nữ Đại học Argentina năm 1936, và được công nhận về quyền công dân và chính trị cho phụ nữ. Khi chính phủ Argentina thực hiện một bước ngoặt bảo thủ vào cuối thập niên 1930, bà bị đẩy ra khỏi bệnh viện và sau đó, vào đầu những năm 1950, bị ngừng giảng dạy. Bà mất năm 1956.